# دوري فلسطين 1941–42
دوري فلسطين 1941–42 هو الموسم 8 من دوري فلسطين. أشرف على تنظيمه اتحاد إسرائيل لكرة القدم، وفاز فيه نادي مكابي تل أبيب.